# Joanna Ostrowska (kulturoznawca)
Joanna Ostrowska – polska kulturoznawca, doktor habilitowany nauk humanistycznych, profesor uczelni Wydziału Antropologii i Kulturoznawstwa Uniwersytetu im. Adama Mickiewicza w Poznaniu.

## Życiorys
25 czerwca 2001 obroniła pracę doktorską Od sztuki do polityki. Ewolucja procesu komunikacji teatralnej w przedstawieniach The Living Theatre, 20 kwietnia 2015 habilitowała się na podstawie oceny dorobku naukowego i pracy zatytułowanej „Teatr może być w byle kącie”. Wokół zagadnień miejsca i przestrzeni w teatrze. Objęła funkcję adiunkta w Instytucie Kulturoznawstwa na Wydziale Nauk Społecznych Uniwersytetu im. Adama Mickiewicza w Poznaniu, oraz profesora uczelni na Wydziale Antropologii i Kulturoznawstwa Uniwersytetu im. Adama Mickiewicza w Poznaniu.